# Il capitano nero
Il capitano nero è un film del 1951 diretto da Giorgio Ansoldi e Alberto Pozzetti.

## Critica
(Fabrizio Gabella su Intermezzo n. 20/21 del 15 novembre 1951)

## Distribuzione
Il film venne distribuito nelle sale cinematografiche italiane il 15 marzo 1951.